# 핑크엘리펀트
핑크엘리펀트(Pink Elephant)는 대한민국의 록 밴드이다. 서승택(보컬, 기타), 임형준(보컬, 기타), 박지원(베이스), 최욱노(드럼)로 구성되어있다.

## 구성원
- 서승택 (1984년 1월 17일) - 보컬, 기타
- 임형준 (1984년 7월 14일) - 보컬, 기타
- 박지원 (1982년 7월 31일) - 베이스
- 최욱노 (1985년 1월 20일) - 드럼

### 이전 구성원
- 김재우
- 정은지 - 베이스

## 결성
서승택과 임형준은 2003년에 김정숙의 소개로 만나 밴드를 결성하게 된다. 이때 다음의 영국팝 카페에서 최욱노를 만나게 된다. 2004년 1월 최욱노의 친구 김재우를 영입해 '로켓베이비돌즈'를 결성하였고 홍대인근 클럽인 '재머스', '슬러거'에서 활동하다가 2004년 8월 서승택의 군입대로 활동을 중지하였다. 2006년 새로운 베이시스트 정은지를 영입하고 '핑크엘리펀트'로 개명하여 활동하게 된다.

## 음반 목록

### 앨범
- 《Pink elephant》 (2008년)

### EP
- 《Mayday》 (2009년)

### 참여 앨범
- 《RUBY'S PARADISE 2009》 (2009년)